# Светско првенство у атлетици у дворани 1989 — бацање кугле за мушкарце
Бацање кугле у мушкој конкуренцији на 2. Светском првенству у атлетици у дворани 1989. у Будимпешти (Мађарска) је одржано 4. марта у Спортској дворани.
Титулу освојену у Индијанаполису 1987. одбранио Улф Тимерман из Источне Немачке.

## Земље учеснице
Учествовала су 11 такмичара из 10 земаља..
1. Западна Немачка (1)
2. Исланд (1)
3. Источна Немачка (1)
4. Италија (1)
5. Куба (1)
6. Норвешка (1)
7. САД (2)
8. Финска (1)
9. Чехословачка (1)
10. Чиле (1)

## Освајачи медаља
| Освајачи медаља |             |                |  |  |  |  |
|                 |             |                |  |  |  |  |
|                 |             |                |  |  |  |  |
|                 |             |                |  |  |  |  |
| Улф Тимерман    | Ренди Барнс | Георг Андерсен |  |  |  |  |
| Источна Немачка | САД         | Норвешка       |  |  |  |  |

## Рекорди
Листа рекорда у бацању кугле пре почетка светског првенства 4. марта 1989. године.
| Рекорди пре почетка Светског првенства у дворани 1989. | Рекорди пре почетка Светског првенства у дворани 1989. | Рекорди пре почетка Светског првенства у дворани 1989. | Рекорди пре почетка Светског првенства у дворани 1989. | Рекорди пре почетка Светског првенства у дворани 1989. | Рекорди пре почетка Светског првенства у дворани 1989. |
| ------------------------------------------------------ | ------------------------------------------------------ | ------------------------------------------------------ | ------------------------------------------------------ | ------------------------------------------------------ | ------------------------------------------------------ |
| Светски рекорд                                         | 22,66                                                  | Ренди Барнс                                            | Сједињене Државе                                       | Лос Анђелес, САД                                       | 20. јануар 1989.                                       |
| Рекорд светских првенстава                             | 22,24                                                  | Улф Тимерман                                           | Источна Немачка                                        | Индијанаполис, САД                                     | 7. март 1987.                                          |
| Најбољи резултат сезоне                                | 22,66                                                  | Ренди Барнс                                            | Сједињене Државе                                       | Лос Анђелес, САД                                       | 20. јануар 1989.                                       |
| Европски рекорд                                        | 22,55                                                  | Улф Тимерман                                           | Источна Немачка                                        | Зенфтенберг, Западна Немачка                           | 11. фебруар 1989.                                      |
| Северноамерички рекорд                                 | 22,66                                                  | Ренди Барнс                                            | Сједињене Државе                                       | Лос Анђелес, САД                                       | 20. јануар 1989.                                       |
| Јужноамерички рекорд                                   | 20,15                                                  | Герт Вајл                                              | Чиле                                                   | Леверкузен, Западна Немачка                            | 31. јануар 1985.                                       |
| Афрички рекорд                                         |                                                        |                                                        |                                                        |                                                        |                                                        |
| Азијски рекорд                                         |                                                        |                                                        |                                                        |                                                        |                                                        |
| Океанијски рекорд                                      |                                                        |                                                        |                                                        |                                                        |                                                        |

### Најбољи резултати у 1989. години
Десет најбољих атлетичара године у бацању кугле у дворани пре почетка првенства (4. марта 1989), имали су следећи пласман.
| 1.  | Ренди Барнс      | Сједињене Државе | 22,66 | 20. јануар  |
| 2.  | Улф Тимерман     | Источна Немачка  | 22,55 | 11. фебруар |
| 3.  | Марис Петрашко   | Совјетски Савез  | 21,25 | 8. јануар   |
| 4.  | Карел Шула       | Чехословачка     | 20,94 | 21. јануар  |
| 5.  | Огаст Вулф       | Сједињене Државе | 20,80 | 26. фебруар |
| 6.  | Георг Андерсен   | Норвешка         | 20,67 | 28. јануар  |
| 7.  | Алесандро Андреј | Италија          | 20,60 | 20. фебруар |
| 8.  | Мајк Сталс       | Сједињене Државе | 20,58 | 28. јануар  |
| 9.  | Ерик де Брујн    | Холандија        | 20,54 | 14. јануар  |
| 10. | Џим Доринг       | Сједињене Државе | 20,42 | 17. фебруар |

Такмичари чија су имена подебљана учествују на СП 1989.

## Сатница
| Датум         | Време | Ниво   |
| ------------- | ----- | ------ |
| 4. март 1989. |       | Финале |

## Резултати

### Финале
Такмичење је одржано 4. марта 1989. године.,,
| Плас. | Атлетичар         | Земља           | ЛР       | ЛРС   | #1    | #2    | #3    | #4    | #5    | #6    | Резултат | Белешка |
| ----- | ----------------- | --------------- | -------- | ----- | ----- | ----- | ----- | ----- | ----- | ----- | -------- | ------- |
|       | Улф Тимерман      | Источна Немачка | 23,06о   | 22,55 | 20,78 | 21,75 | 21,70 | 21,16 | x     | 21,14 | 21,75    |         |
|       | Ренди Барнс       | САД             | 22,66 СР | 22,66 | 18,16 | 19,77 | 19,72 | x     | x     | 21,28 | 21,28    |         |
|       | Георг Андерсен    | Норвешка        | 19,91о   |       | 20,07 | 20,49 | 20,65 | 20,98 | 20,54 | 20,72 | 20,98    | НР, ЛР  |
| 4.    | Огаст Вулф        | САД             | 21,73о   |       |       |       |       |       |       |       | 20,82    |         |
| 5.    | Карштен Штолц     | Западна Немачка | 21,15о   |       |       |       |       |       |       |       | 20,11    |         |
| 6.    | Герт Веил         | Чиле            | 20,90о   |       |       |       |       |       |       |       | 19,91    |         |
| 7.    | Алесандро Андреј  | Италија         | 22,91о   |       |       |       |       |       |       |       | 19,77    |         |
| 8.    | Јане Ронкајнен    | Финска          | 18,36о   |       |       |       |       |       |       |       | 19,25    |         |
| 9.    | Карел Шула        | Чехословачка    | 20,94    | 20,94 |       |       |       |       |       |       | 19,24    |         |
| 10.   | Пол Руиз          | Куба            | 20,28о   |       |       |       |       |       |       |       | 18,80    |         |
| 11.   | Pétur Guðmundsson | Исланд          |          |       |       |       |       |       |       |       | 18,31    |         |